# Klatovy město
Klatovy město – przystanek kolejowy w Klatovach, w kraju pilzneńskim, w Czechach. Położony jest na wysokości 405 m n.p.m. Znajduje się na południe od centrum miasta Klatovy.
Na przystanku nie ma możliwości zakupu biletu, a obsługa podróżnych odbywa się w pociągu. 

## Linie kolejowe
- 185 Horažďovice předměstí - Domažlice